# Två herrar blev nöjda
Två herrar blev nöjda är Stina Aronsons  fjärde roman, utgiven under pseudonymen Sara Sand 1928 på Bonniers förlag. Boken har aldrig återutgivits och finns således endast i originalupplaga.